# Деревляни (село)
Деревля́ни — село в Україні, у Кам'янка-Бузькій міській громаді Львівського району Львівської області. До 2020 року села Деревляни, Стрептів, Спас, Стрептів та Ямне підпорядковувалися Стрептівській сільській раді, нині села у складі Стрептівського старостинського округу. Орган місцевого самоврядування — Кам'янка-Бузька міська рада. Населення становить 332 особи.

## Населення
У 1880 році у Деревлянах мешкала 574 особа, з них: 830 українців, 82 поляки та 17 юдеїв. Станом на 1 січня 1939 року у селі мешкало 990 осіб, з них: 830 українців, 50 поляків, 80 латинників та 30 юдеїв. За даними всеукраїнського перепису населення 2001 року у селі мешкало 462 особи, у 2021 році — 332 особи.
Мова
Розподіл населення за рідною мовою за даними перепису 2001 року був наступним:
| українська | 462 | 100,00 |

## Географія
Село Стрептів розташоване за 50 км від обласного центру, 50 км від районного центру та 17 км від адміністративного центру міської громади. За 16 км знаходиться найближча залізнична станція Кам'янка-Бузька.

## Історія
За переказами, поселення на схід від теперішніх Деревлян знищили монголо-татари, тому згодом люди осіли на новому місці, серед дерев. 
Літочислення села ведеться від 1455 року.
Наприкінці XIX століття власницею села була графиня Розалія Замойська.
В селі діють:
- Народний дім[1];
- бібліотека[1];
- Деревлянська гімназія філія опорного закладу загальної середньої освіти I—III ступенів № 2 імені Г. Тютюнника Кам'янка-Бузької міської ради Львівської області, розрахована на 100 учнів[12];
- фельдшерсько-акушерський пункт[1].